# Afrikanska köket

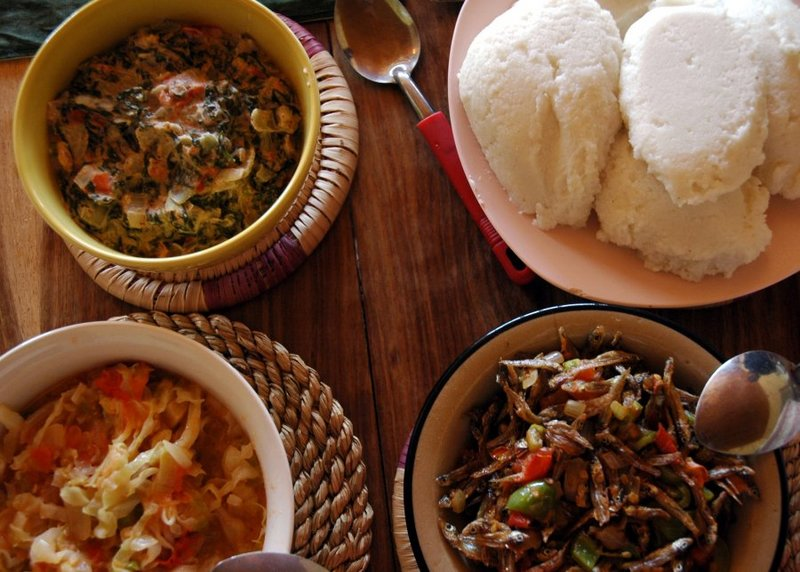
I Zambia och Malawi är Nshima (överst till höger) en vanlig rätt. Den görs av majsmjöl, och serveras med olika tillbehör.

Afrikanska köket är den matkultur och de mattraditioner som finns i Afrika. Detta kök återspeglar inhemska traditioner, såväl som influenser från européer och asiater. Kontinenten är den näst största landmassan på jorden och är hem för flera hundra stammar, etniska och sociala grupper. Denna mångfald återspeglas också i det afrikanska köket och användandet av stapelvaror, såväl som hur man tillagar maten.
Köket uppdelas i västafrikanska köket, östafrikanska köket, nordafrikanska köket, centralafrikanska köket och södra afrikanska köket. De olika klimaten i dessa uppdelningar, såväl som invånarnas olika ursprung, resulterar i ett geografiskt skiljande kök. 

## Livsmedelsanvändning

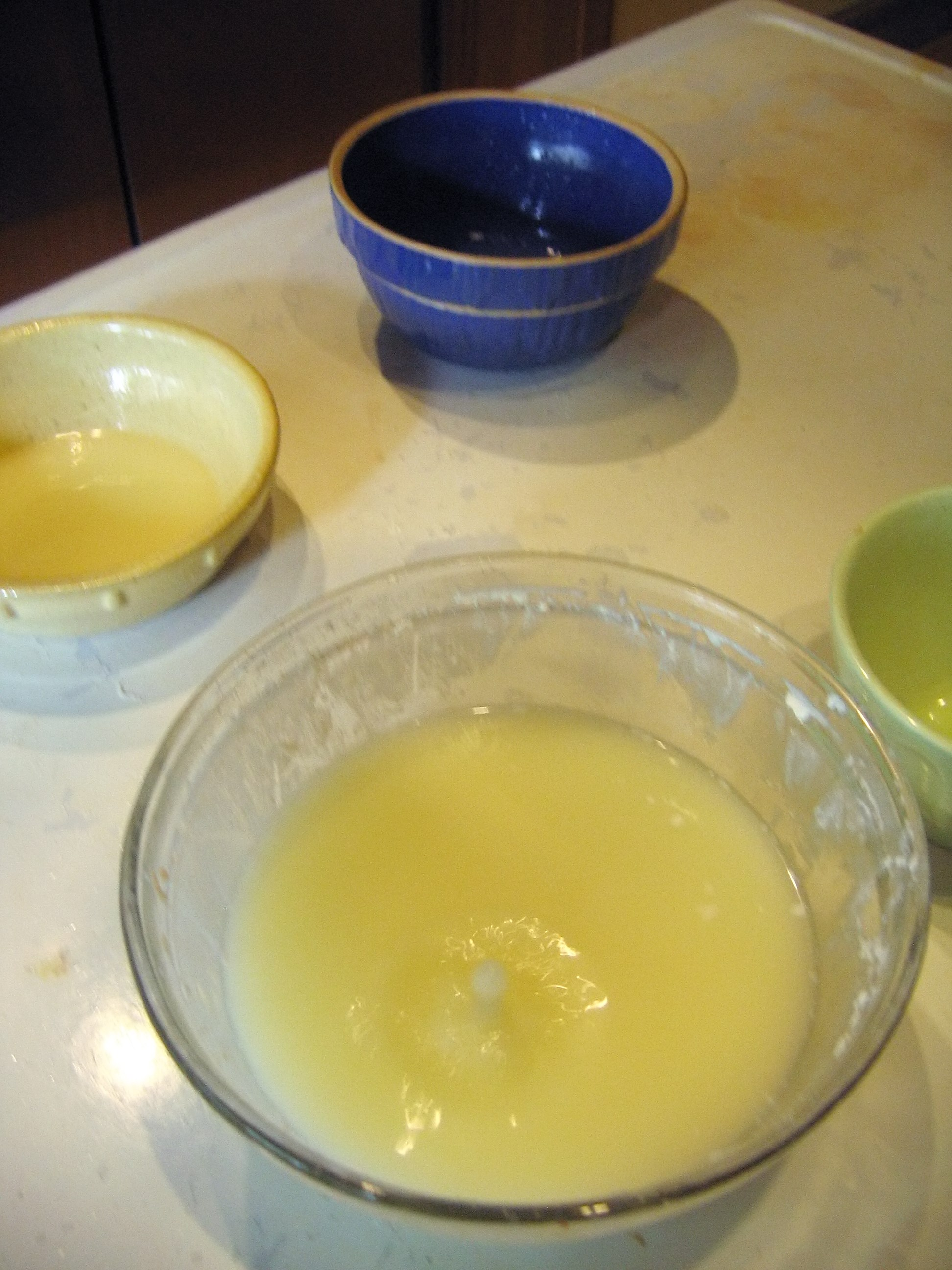
Vassle

Traditionellt använder nästan alla afrikanska kulturer en kombination av lokalt tillgängliga frukter, spannmål, grönsaker, mjölk- och köttprodukter. I några delar av Afrika]används mycket mjölk, ostmassa och vassle, speciellt i norra Afrika där det görs till ost (ofta av fårmjölk) eller fermenteras till produkter såsom yoghurt. Emellertid är det i de tropiska delarna av Afrika ovanligt med komjölk och den kan inte produceras lokalt på grund av de olika sjukdomar som angriper boskapen. Skillnader i mat- och dryckesvanor är ofta stora på den afrikanska kontinenten - afrikansk mat skiljer sig i olika delar av Afrika och Östafrika, Nordafrika, Västafrika, Södra Afrika och Centralafrika har alla sina egna matvanor.

### Bladgrönsaker
Traditionella bladgrönsaker är viktiga i hela Afrika då de är invånarnas huvudkälla till vitaminer och ger variation till målen som annars består av majs, maniok, jams, hirs, matbananer, bönor och då och då köttgrytor. De afrikanska bladgrönsakerna är också en viktig källa till protein. I allmänhet plockas de gröna bladen och stammarna, varpå de tvättas, hackas och antingen ångkokas eller kokas tillsammans med kryddor och andra grönsaker såsom lök och tomater. Bladgrönsakerna har varit en viktig del av köksträdgårdarna i de lantliga delarna i Östafrika. Dessutom odlas och säljs numera dessa grönsaker både i lantliga områden och i städerna. Grönsakerna odlas mer och mer i städerna också.
De flesta traditionella afrikanska grönsakerna är torkade. Den traditionella kosten ger en varierad diet, ofta rik på mineraler och vitaminer såsom vitamin A, järn och kalcium.

### Grödor och biologisk mångfald

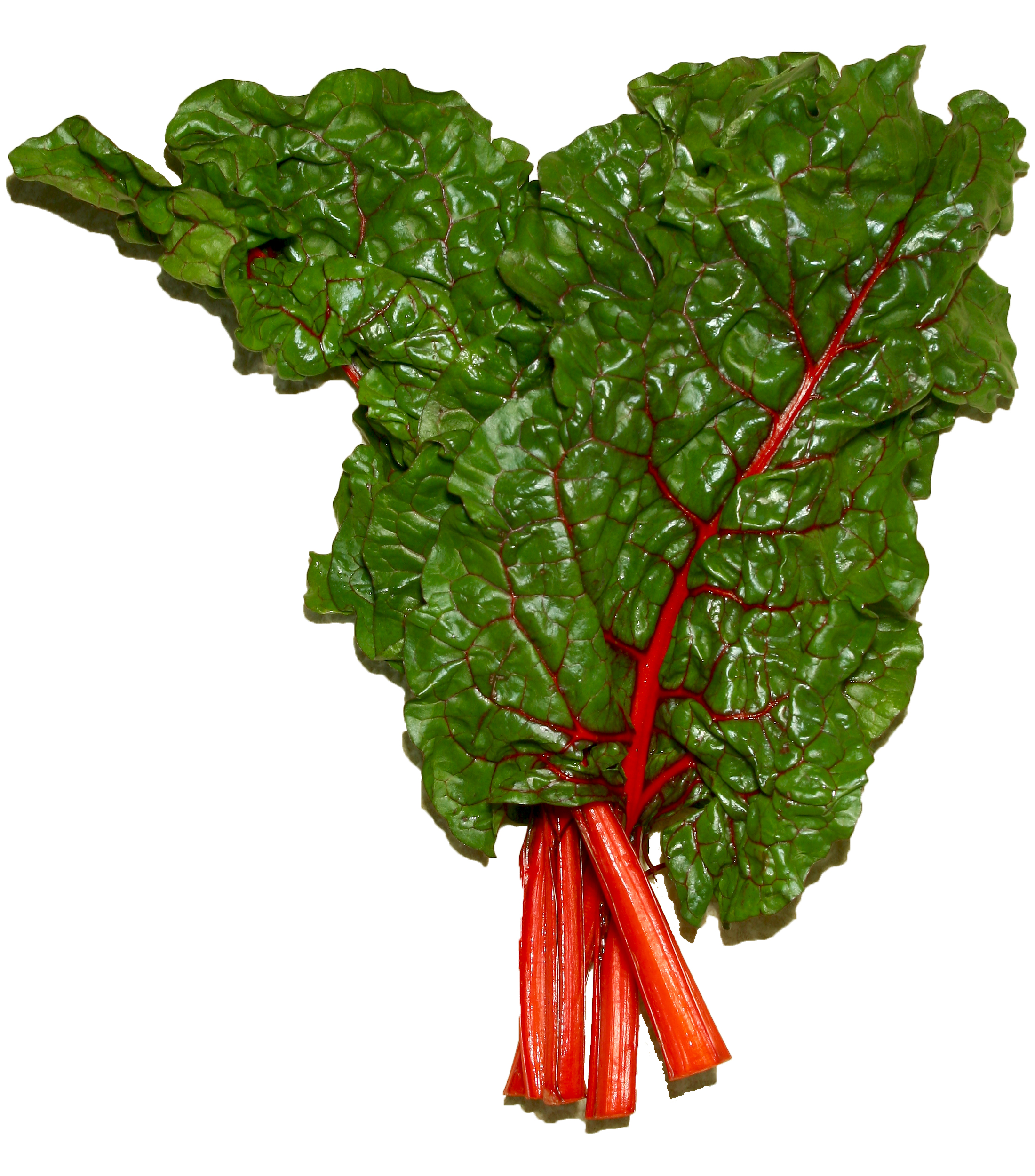
Mangold

Afrika som kontinent har flera tusen domesticerade och vilda ätbara grödor. äggplanta, kaffe, tamarind, meloner, long beans, hirs, durra och ris är exempel på växter man äter i Västafrika. Förutom grödorna, som har spridits från Afrika över hela världen, finns det än fler växter som är okända förutom i specifika regioner. Löv och frukt från bambu, fonio, teff, jams, inhemska potatisar, inhemska jordnötter med mera. Idag fortsätter många små jordbruk att odla dessa grödor tillsammans med nyare grödor som har kommit utifrån afrikanska kontinenten såsom majs, ris, tomater och maniok. Några av dessa grödor har emellertid funnits på kontinenten i mer än 300 år och kom med de europeiska upptäcktsresanden på 1500-talet. Grönkål och mangold är två viktiga grönsaker som kom från européer och som odlas över hela västra Afrikas högländer. Nattskatta odlas också på många ställen.

## Centralafrika
Centralafrika sträcker sig från Tibestibergen i norr till det vidsträckta regnskogsbäckenet av Kongofloden och har kvarstått relativt fritt från kulinariska influenser från andra områden, fram till sena 1800-talet, förutom maniok, jordnötter och chilipeppar som kom med slavhandeln under 1500-talet. De livsmedlen har haft stor påverkan på köket men inte så stor på tillagningsmetoderna. Trots detta är matlagningen i Centralafrika fortfarande mestadels traditionell.
Stapelvaror är kokbananer och maniok. Fufuliknande stärkta livsmedel (vanligtvis gjorda av fermenterade maniokrötter) serveras med grillat kött och såser. De flesta traditionella kötträtterna är från djur som jagas. Ett antal lokala ingredienser används när man tillagar andra rätter som spenatstuvning, kokad med tomater, peppar, chilipeppar, lökar och jordnötssmör. Maniok äts också kokta. Andra favoriter är bambara, en gröt gjord på ris, jordnötssmör och socker. Nötkött och kyckling är de mest eftertraktade kötträtterna, men viltkött som krokodil, apa, antilop och vårtsvin serveras också tillfälligt.

## Östafrika

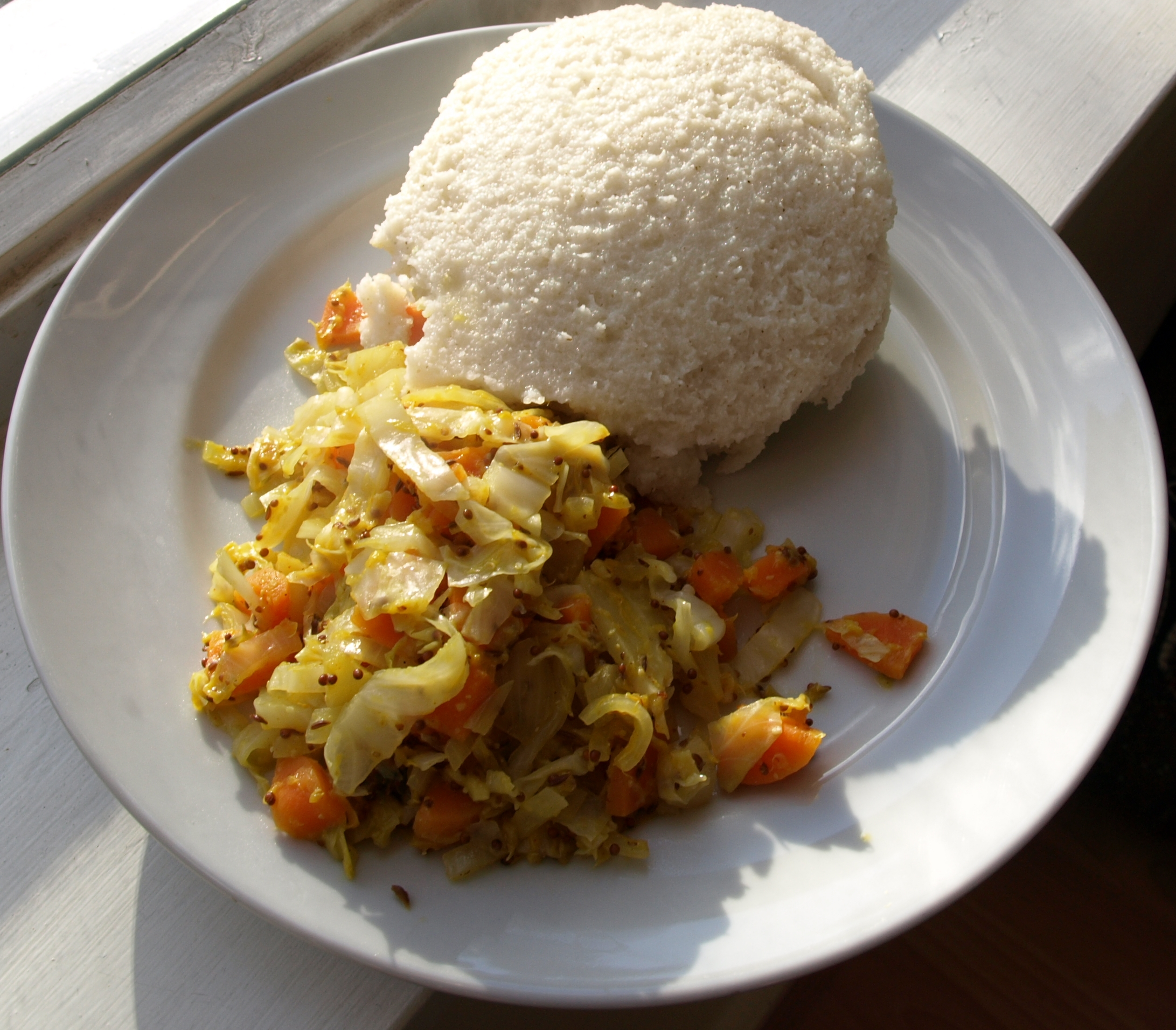
Ugali och vitkål

Det östafrikanska köket varierar från område till område. Inlandssavannen, som bebos av folk med boskap, är särpräglad, då köttprodukterna inte används. Nötkreatur, får och getter ansågs som en slags valuta och åts i allmänhet inte. På några ställen användes istället mjölken och blodet, men sällan köttet. Majs är stapelvara i ugali, den östafrikanska varianten av västafrikanska fufu. Ugali är en majsgröt som äts med kött eller stuvningar. I Uganda är ångkokta gröna bananer, som kallas matoke, stärkelsen i många maträtter.

### Historia
För omkring 1000 år sedan bosatte araberna sig i Östafrikas kustområden och arabiska influenser återspeglas i framförallt det swahiliska köket vid kusten - ångkokt ris med kryddor av persisk typ, där saffran, nejlika, kanel och ett antal andra kryddor, samt granatäppeljuice används.
Ett antal århundraden senare kom britterna och indierna och båda tog med sig sina matvanor, som indiska kryddade grönsakscurrys, linssoppor, chapatier och ett antal inläggningar. Precis innan britterna och indierna kom hade portugiserna introducerat steknings- och marineringstekniker, liksom användning av kryddor som ändrade den milda kosten till aromatiska gryträtter. Portugiserna tog också med sig apelsiner, citroner och lime från sina kolonier i Asien. Från kolonierna i Amerika tog portugiserna med sig chilipeppar, peppar, majs, tomater, ananas, bananer och den domesticerade grisen. Idag är alla dessa vanliga delar av den östafrikanska maten.

## Nordafrika

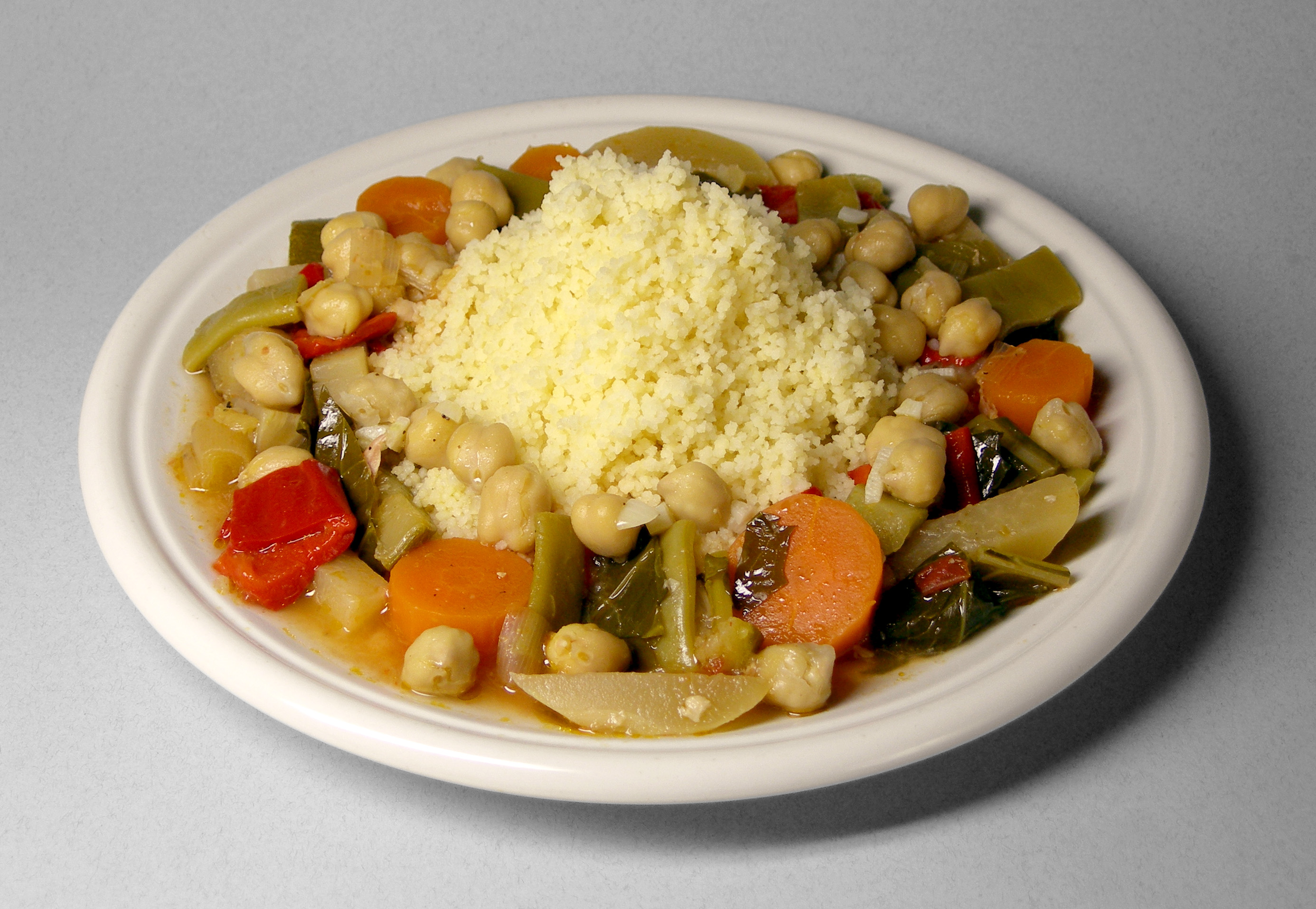
Couscous

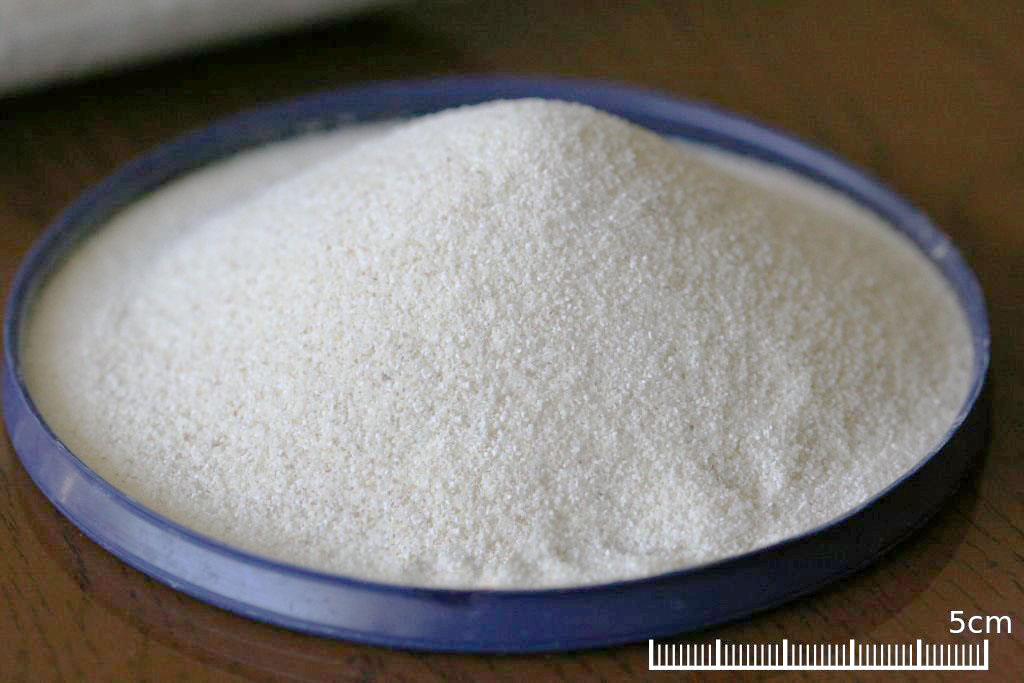
Mannagryn, en biprodukt av vete

Nordafrika ligger längs Medelhavet och innefattar länderna Marocko, Algeriet, Libyen, Tunisien, Mauretanien och Egypten. Köken och de kulinariska vanorna skiljer sig mycket mellan länderna, dess folk, och dess historia. Rötterna i det nordafrikanska köket kan spåras 2000 år bakåt i tiden.
Under flera århundraden har köpmän, resanden, erövrare, migranter och immigranter påverkat det nordafrikanska köket. Fenicierna tog under det första århundradet med sig korvar. Kartagenerna introducerade vete och dess biprodukt, mannagryn. Berbererna introducerade couscous, en av dagens stapelvaror. Oliver och olivolja introducerades innan romarnas ankomst. Från 600-talet och framåt introducerade araberna ett antal kryddor, som saffran, muskot, kanel, ingefära och nejlika som tillförde och påverkade den kulinariska kulturen i Nordafrika. Osmanerna introducerade söta bakverk och andra bageriprodukter. Från Amerika introducerades i Nordafrika potatis, tomater, squash och chilipeppar.
De flesta nordafrikanska länderna har flera liknande maträtter, ibland nästan samma maträtt men med olika namn. Till exempel är både den marockanska tangia och den tunisiska coucha huvudsakligen samma maträtt: en köttgryta som tillagas i en urna över natten i en ugn. Ibland skiljer sig ingredienserna och tillagningen lite. Man kan bli än mer förvirrad av att två helt olika rätter kan ha samma namn. Till exempel är tajine i Marocko en gryta som tillagas långsamt, medan en tajine i Tunisien är en ugnsbakad omelett- och quicheliknande rätt. Det finns märkbara skillnader i tillagningssättet mellan de olika länderna. De raffinerade, fylliga smakerna från det marockanska köket, de starka maträtterna från det tunisiska köket och de enkla maträtterna i de egyptiska och algeriska köken.

## Södra Afrika

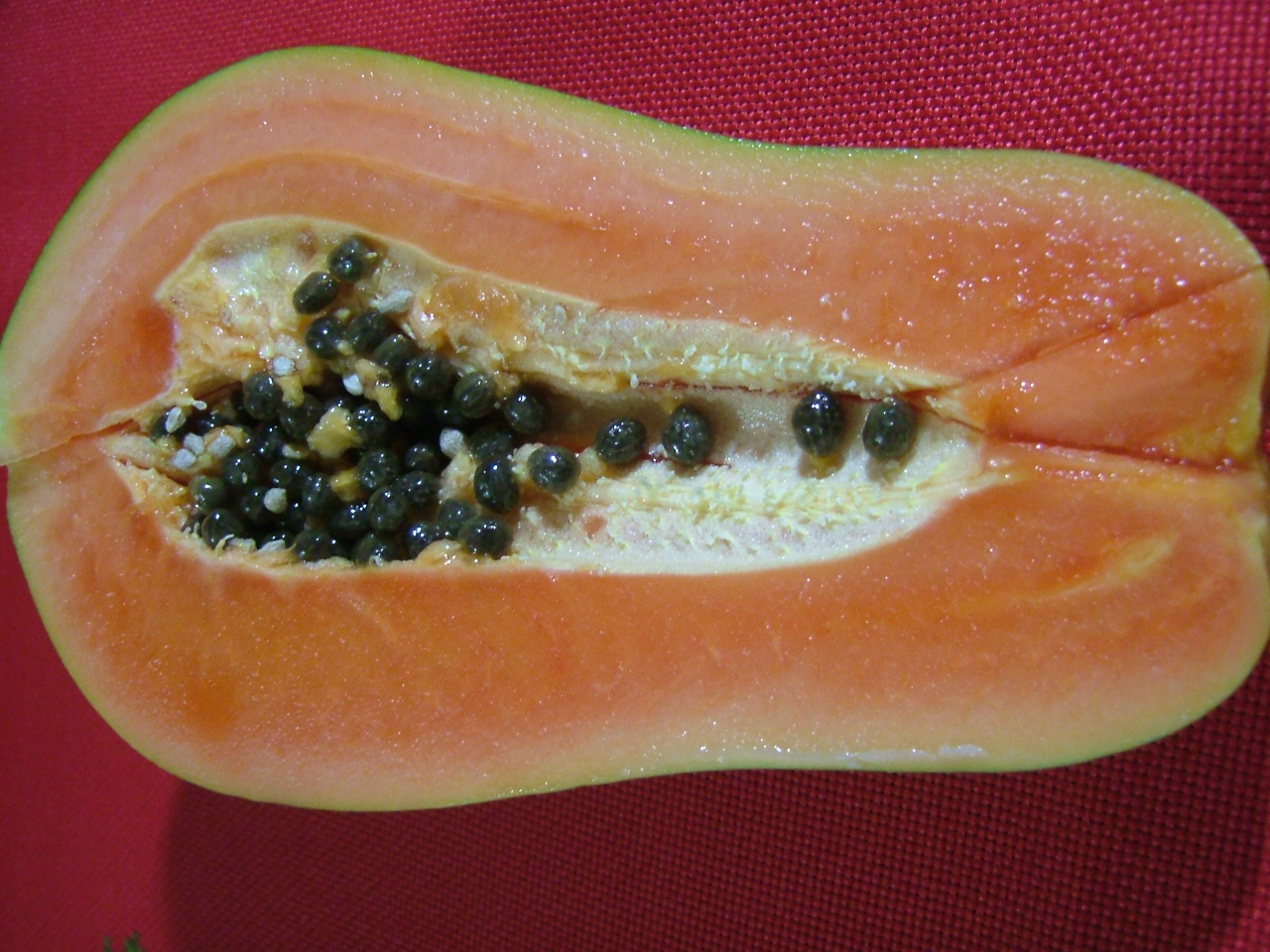
Papaya

Det sydafrikanska köket och de angränsande länderna kallas ibland regnbågsköket och det beror på den stora blandning av kök som påträffas. Indiska, malaysiska, kinesiska och europeiska invandrare såväl som afrikanska kulturer har alla blandats.

### Basingredienser
Basingredienser i det sydafrikanska köket är havsmat, köttprodukter, kyckling, vete, färska frukter och grönsaker. Frukter som äts mycket är till exempel äpplen, vindruvor, mango, bananer, papaya, avokado, apelsiner, persika och aprikoser. Som dessert äts ofta bara frukt, men det finns några västliga puddingar, såsom den angolanska cocada amarela som ursprungligen var påverkad av det portugisiska köket. Köttprodukter inkluderar lamm och vilt som hjortkött, struts och impala. Havsmaten inkluderar ett stort antal ingredienser, såsom kräftor, räkor, tonfisk, musslor, ostron, bläckfisk, makrill och hummer. Det finns även ett stort antal alkoholhaltiga drycker, främst öl.

### Södra Afrikas folk

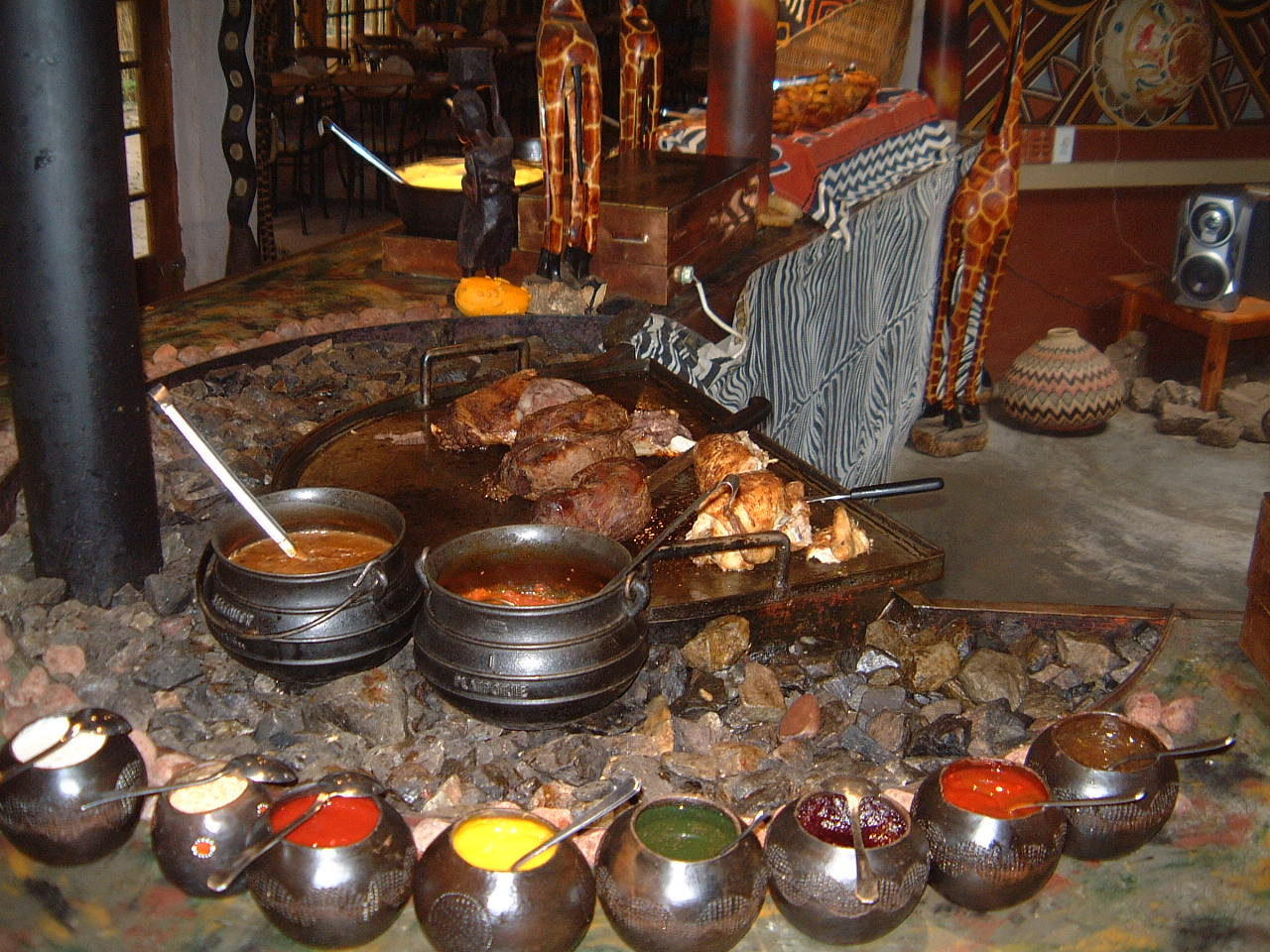
Sydafrikansk mat: viltkött serverat med olika traditionella såser

Södra Afrika består av väldigt många olika folkslag, som grovt delades in i två grupper och flera undergrupper. De största grupperna bestod av bantufolk, vars ättlingar idag kallar sig zulu, xhosa, swazi, sotho, tswana, pedi, shangaan och tsonga. De bosatte sig i regionen för runt 2000 år sedan och började odla grödor, föda upp djur och tillverka järnredskap.
En mindre grupp var urinvånarna i regionen, khoisan, som några arkeologer tror kan ha bott i regionen i minst 10 000 år. Khoisanfolket var jägare-samlare (de blev senare kända som san av bantufolket och bushmen av européerna). Efter bantufolkets ankomst tog dock en del av khoisanfolket del av bantufolkets boskapsuppfödning, men odlade inte grödor. Khoisaner som födde upp boskap kallade sig själva khoikhoi och blev av européer kända som hottentotter.
Bantufolket åt maträtter av vete, kött, mjölk och grönsaker såväl som fermenterat vete och fermenterade mjölkprodukter medan khoikhoifolket åt kött och mjölk och sanfolket jagade vilda djur och samlade vilda rotfrukter och grönsaker. På många sätt kan maten som de sydafrikanska familjerna åt spåras till den inhemska mat som deras förfäder åt. Khoisanfolket åt stekt kött och de torkade också kött för senare förtäring. Influenserna i deras kost återspeglas av den allomfattande sydafrikanska kärleken för grillad mat (i Sydafrika används dess afrikaanska namn, braai) och biltong, torkat konserverat kött.
På helgerna äter många sydafrikanska familjer braai och måltiden består ofta av pap och fleis, som är majsgröt och grillat kött.

### Influenser

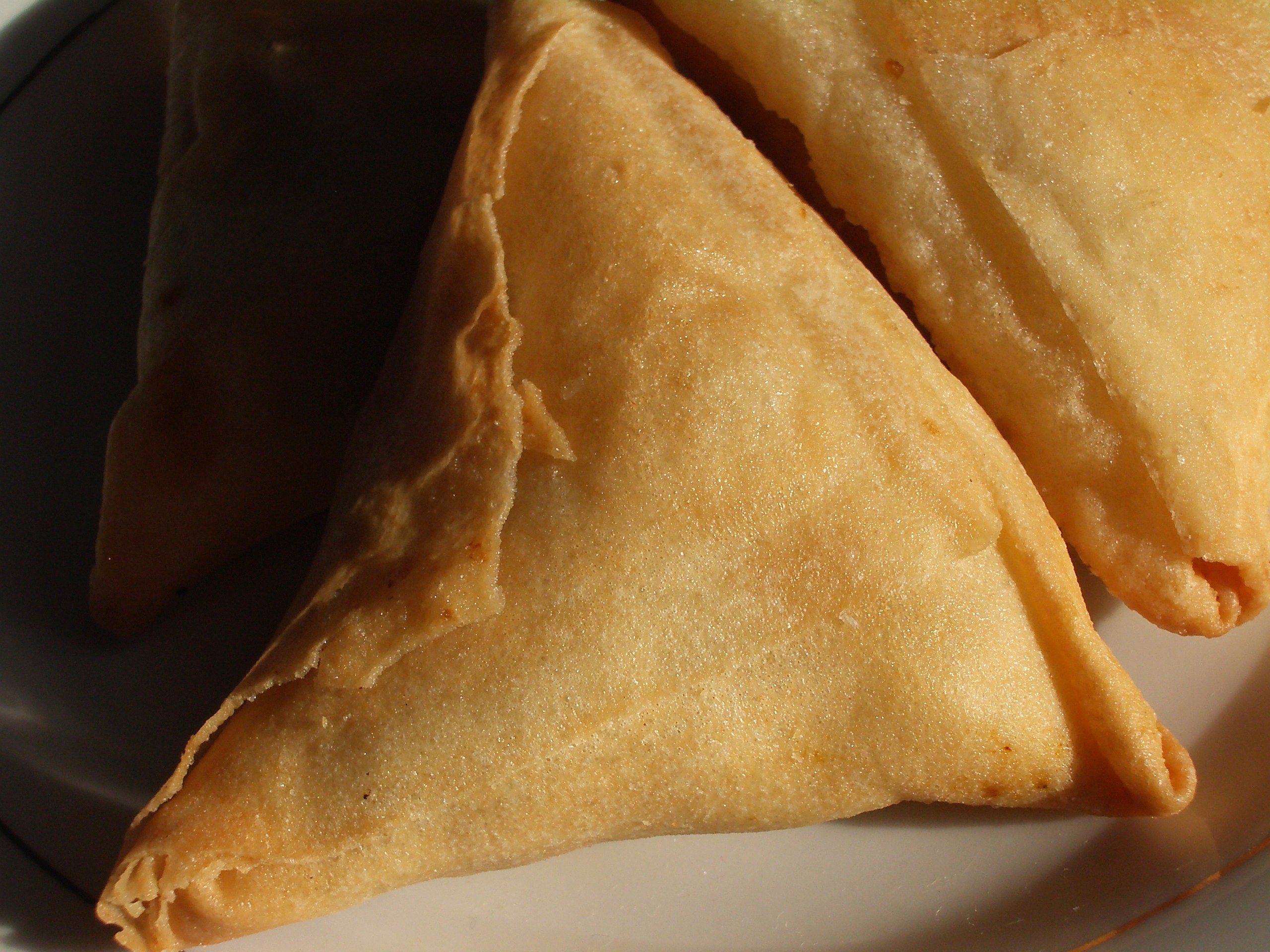
Samosas från en indisk snabbmatsrestaurant i Paris.

Det malajiska köket introducerade kryddiga currys, sambals, inlagd fisk och olika fiskgrytor. Indierna introducerade andra kulinariska matsorter, såsom sötsaker, chutneys, friterade matbitar såsom samosas och andra aromatiska maträtter. Afrikaanerna introducerade sina saftiga potjies eller majsgrytor med tomater och löksås, med eller utan ris. Européerna introducerade till exempel holländska crueler eller koeksister och melktert. Franska hugenotter introducerade viner såväl som sina traditionella matrecept.

### Pap
En typisk maträtt för en bantutalande sydafrikansk familj är en trög, pösig gröt av majsmjöl som kallas pap och är väldigt lik amerikanska grits. Gröten serveras med en smakrik köttsås. Före grödornas introducering gjordes gröten på durra men majs är mycket mer utbrett idag.
Traditionella lantliga familjer (och till viss del stadsbor också) fermenterar också sin pap under några dagar, speciellt om den är gjord på durra, vilket ger den en skarp smak. Sothofolket och tswanafolket kallar den fermenterade papen "ting".

### Öl
En annan fermenterad veterätt är jäst öl. Traditionellt öl dracks hela tiden till den sydafrikanska kosten, och fermenteringen adderade kompletterande näringsämnen till kosten. Det var en traditionell förpliktelse för familjerna att kunna skänka en gäst kopiösa mängder öl. Ölbryggning gjordes av kvinnor och statusen hos en hemmafru i förkoloniala södra Afrika berodde mycket på hennes förmåga att brygga gott öl. När södra Afrikas gruvor utvecklades och svarthyade sydafrikaner började urbaniseras flyttade kvinnorna till städerna också, och började brygga öl för den dominerande manliga arbetskraften. Traditionen att kvinnor brygger öl märks fortfarande i södra Afrika då barer och tavernor oftast ägs av kvinnor. Idag produceras mycket öl i industrier, men lantligt folk dricker fortfarande det traditionella ölet.

### Mjölk
Mjölk var historiskt sett en av de viktigaste komponenterna i den sydafrikanska kosten. Nötkreatur ansågs vara en mans viktigaste ägodel och vid vigsel var en man tvungen att kompensera framtida svärföräldrar med gåvor av nötkreatur som hemgift för sin fru. En gift man förväntades ge en generös mängd mjölk till sin fru och barn, tillsammans med kött när han slaktade nötkreatur, får eller geter. Då det inte fanns någon infrysning syrades det mesta av mjölken till en slags yoghurt. Familjens unga män tog ofta hand om boskapen långt från byarna på nötkreatursutposter, varifrån de sände hem en stadig mängd yoghurt till förmån för sina fäder. Idag dricker många sydafrikaner surmjölksprodukter som säljs på stormarknader. Produkterna är jämförbara med amerikansk kärnmjölk, yoghurt och gräddfil.

### Kött
För många sydafrikaner var mittpunkten på varje måltid köttet. Som förr i tiden har sydafrikaner en förkärlek till nötkreatur. I förkoloniala Sydafrika födde man också upp får och getter men nötkreatur ansågs som den förnämsta maten. Revbenen på nötkreaturen prisades så högt att de offrades till byns kock. Idag äter man dock inte bara nötkreatur utan även fårkött, getkött, kyckling och annat kött. Vegetarianism är inte lätt i södra Afrika även om de flesta maträtterna serveras med grönsaker såsom pumpor, bönor och vitkål.

## Västafrika

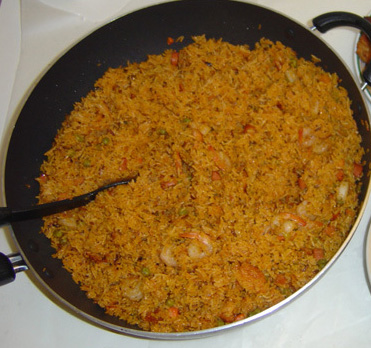
Jollof rice

En typisk västafrikansk maträtt är fisk med stärkelse, kött, kryddor och smaker. Ett stort antal basfödor äts i regionen, såsom fufu, foutou, banku, kenkey, couscous, tô och garri som serveras tillsammans med soppor och grytor. Fufu görs ofta på stärkta rotfrukter såsom jams, cocoyams eller maniok men också av sädesslag som hirs, durra eller kokbananer. Huvudsädesslaget eller stärkelsen varierar från region till region och stam till stam, även om majs är väldigt vanligt på grund av att det är så billigt, sväller och blir större och ger vackra måltider. Banku och kenkey är basfödor gjorda på majs och garri görs på torkad riven maniok. Risrätter äts också över hela regionen, speciellt i det torra Sahelbältet. Exempel på risrätter är benachin som äts i Gambia och jollof rice, en risrätt som liknar den arabiska kabsah som härstammar från wolof-folket i Senegal. 
Frön från paradiscorn (Aframomum melegueta), en västafrikansk växt, användes som krydda till och med i Europa dit det fördes av nordafrikanska mellanhänder under medeltiden. Innan de europeiska influenserna kom under kolonialtiden handlade man med den arabiska världen och kryddor som kanel, nejlika och mynta användes och blev del av köket. Det var europeiska utforskare som introducerade chili i Afrika och både chili och tomat har blivit viktiga delar av de västafrikanska köken.
De lokala köken och recepten i Västafrika är fortfarande väldigt traditionella, med ett stort antal inhemska ingredienser, som durra och hirs, rotfrukter som jams, sötpotatis och maniok. Man tillagar maten på många sätt; stekning, ugnsbakning, kokning, fritering och mos.
Idag används mycket mer kött än förr i tiden. Även havsmat är vanligare, och blandas med andra köttprodukter. Pärlhönsägg och kyckling är också uppskattat.

### Dryck
I Västafrika dricks väldigt mycket vatten och det första man bjuder på som värd är vatten. Palmvin är också vanligt förekommande och görs på jäst sav olika arter av palmer. Hirsöl är en annan vanlig dryck.